# كوتنوود هايتس
كوتنوود هايتس (يوتا) (بالإنجليزية: Cottonwood Heights, Utah)‏ هي مدينة تقع في الولايات المتحدة في مقاطعة سالت ليك، يوتا. يقدر عدد سكانها بـ 34,017 نسمة ومساحتها 17.6 كم2 وترتفع عن سطح البحر 1,470 متر.

## التركيبة السكانية
حدّد مكتب تعداد الولايات المتحدة بيانات التركيبة السكانية لكوتنوود هايتس في تعداد الولايات المتحدة. في ما يلي، التركيبة السكانية حسب تعدادي 2000 و2010.

### تعداد عام 2000
بلغ عدد سكان كوتنوود هايتس 27,569 نسمة بحسب تعداد عام 2000، وبلغ عدد الأسر 9,439 أسرة وعدد العائلات 7,246 عائلة مقيمة في المدينة. في حين سجلت الكثافة السكانية 1,153 نسمة لكل كيلومتر مربع (2,986.3/ميل2). وبلغ عدد الوحدات السكنية 9,932 وحدة بمتوسط كثافة قدره 415.4 لكل كيلومتر مربع (1,075.9/ميل2).
وتوزع التركيب العرقي للمدينة بنسبة 93.57% من البيض و0.70% من الأمريكيين الأفارقة و0.27% من الأمريكيين الأصليين و2.28% من الأمريكيين ذوي الأصول الآسيوية و0.32% من سكان جزر المحيط الهادئ و1.11% من الأعراق الأخرى و1.75% من عرقين مختلطين أو أكثر و3.07% من الهسبانيون أو اللاتينيون من أي عرق.
بلغ عدد الأسر 9,439 أسرة كانت نسبة 39.5% منها لديها أطفال تحت سن الثامنة عشر تعيش معهم، وبلغت نسبة الأزواج القاطنين مع بعضهم البعض 63.5% من أصل المجموع الكلي للأسر، ونسبة 9.7% من الأسر كان لديها معيلات من الإناث دون وجود شريك،  بينما كانت نسبة 3.6% من الأسر لديها معيلون من الذكور دون وجود شريكة وكانت نسبة 23.2% من غير العائلات. تألفت نسبة 16.1% من أصل جميع الأسر من عدة أفراد يعيشون في نفس المنزل ونسبة 3.1% كانت تتألف من شخص يعيش بمفرده يبلغ من العمر 65 عاماً أو أكثر. وبلغ متوسط حجم الأسرة المعيشية 2.92، أما متوسط حجم العائلات فبلغ 3.31.
بلغ العمر الوسطي للسكان 32.4 عاماً. وكانت نسبة 26.4% من القاطنين تحت سن الثامنة عشر، وكانت نسبة 12.6% بين الثامنة عشر والرابعة والعشرين عاماً، ونسبة 27.9% كانت واقعةً في الفئة العمرية ما بين الخامسة والعشرين والرابعة والأربعين عاماً، ونسبة 25.1% كانت ما بين الخامسة والأربعين والرابعة والستين، ونسبة 7.8% كانت ضمن فئة الخامسة والستين عاماً فما فوق. يوجد لكل 100 أنثى 101.9 ذكر، ويوجد لكل 100 أنثى في الثامنة عشر من عمرها فما فوق 100.5 ذكر.
بلغ متوسط دخل الأسرة في المدينة 62,814 دولارًا، أما متوسط دخل العائلة فبلغ 70,083 دولارًا. وكان متوسط دخل الذكور 43,114 دولارًا مقابل 31,046 دولارًا للإناث. وسجل دخل الفرد الخاص بالمدينة 26,935 دولارًا. وكانت نسبة 2.8% من العائلات ونسبة 3.9% من السكان تحت خط الفقر، وكان من هؤلاء نسبة 6.1% تحت سن الثامنة عشر ونسبة 0.7% في الخامسة والستين من العمر وما فوق.

### تعداد عام 2010
بلغ عدد سكان كوتنوود هايتس 33,433 نسمة بحسب تعداد عام 2010، وبلغ عدد الأسر 12,459 أسرة وعدد العائلات 8,902 عائلة مقيمة في المدينة. في حين سجلت الكثافة السكانية 1,398.3 نسمة لكل كيلومتر مربع (3,621.6/ميل2). وبلغ عدد الوحدات السكنية 13,194 وحدة بمتوسط كثافة قدره 551.8 لكل كيلومتر مربع (1,429.2/ميل2).
وتوزع التركيب العرقي للمدينة بنسبة 91.25% من البيض و0.86% من الأمريكيين الأفارقة و0.39% من الأمريكيين الأصليين و3.25% من الأمريكيين ذوي الأصول الآسيوية و0.32% من سكان جزر المحيط الهادئ و1.42% من الأعراق الأخرى و2.50% من عرقين مختلطين أو أكثر و5.14% من الهسبانيون أو اللاتينيون من أي عرق.
بلغ عدد الأسر 12,459 أسرة كانت نسبة 32% منها لديها أطفال تحت سن الثامنة عشر تعيش معهم، وبلغت نسبة الأزواج القاطنين مع بعضهم البعض 58.3% من أصل المجموع الكلي للأسر، ونسبة 9.4% من الأسر كان لديها معيلات من الإناث دون وجود شريك،  بينما كانت نسبة 3.8% من الأسر لديها معيلون من الذكور دون وجود شريكة وكانت نسبة 28.5% من غير العائلات. تألفت نسبة 21.2% من أصل جميع الأسر من عدة أفراد يعيشون في نفس المنزل ونسبة 6.8% كانت تتألف من شخص يعيش بمفرده يبلغ من العمر 65 عاماً أو أكثر. وبلغ متوسط حجم الأسرة المعيشية 2.68، أما متوسط حجم العائلات فبلغ 3.13.
بلغ العمر الوسطي للسكان 36.9 عاماً. وكانت نسبة 23% من القاطنين تحت سن الثامنة عشر، وكانت نسبة 9.7% بين الثامنة عشر والرابعة والعشرين عاماً، ونسبة 26.9% كانت واقعةً في الفئة العمرية ما بين الخامسة والعشرين والرابعة والأربعين عاماً، ونسبة 27% كانت ما بين الخامسة والأربعين والرابعة والستين، ونسبة 13.4% كانت ضمن فئة الخامسة والستين عاماً فما فوق. وتوزع التركيب الجنسي للسكان بنسبة 49.8% ذكور و50.2% إناث.